# Microtus maximowiczii
Microtus maximowiczii é uma espécie de roedor da família Cricetidae.
Pode ser encontrada nos seguintes países: China, Mongólia e Rússia.